# Arsenic
Arsenic é uma banda brasileira de pop rock formada em 2009 na cidade de Fortaleza, atualmente composta por Guilherme Ferreira (Vocal), Carlos David (Guitarra), Robson Janser (Guitarra), Thiago Andrade (Baixo) e Ian Antunes (Bateria).
A banda cearense venceu o concurso Olha Minha Banda, do Caldeirão do Huck, em 2011, o que a fez cair nas graças do público e rendeu um convite para tocar em palcos como o  e Rock In Rio.
Em 2013, A banda cearense apresenta seu aguardado disco de estreia: O Universo A Nosso Favor. O disco foi produzido por Juliano Cortuah e masterizado em Hollywood, no Lursen Mastering, por Reuben Cohen, que já trabalhou com nomes como Snoop Dogg, Sean Kingston e The Cranberries. Além desses nomes, O Universo A Nosso Favor ainda conta com a assinatura da dupla Junior Lima e Lucas Lima na produção das músicas Indigestamente Satisfeito, Nasci Pra Ter Você e Em suas mãos.
O primeiro single da banda, Foge comigo, já pode ser ouvido nas principais rádios do Brasil.

## História
Influenciados por grandes nomes da indústria musical dos anos 80 e 90, em 2009 os garotos do Arsenic mergulharam fundo na ideia de transformar a banda de amigos em uma banda profissional. A ideia deu tão certo, que já em 2010 o resultado desse trabalho se transformou na gravação do primeiro clipe oficial, da música Verão (Te Espero).
Ainda em 2010, a banda fez uma turnê pelo nordeste do Brasil e teve grande destaque como atração de abertura de bandas internacionais e nacionais como Anberlin, Fresno, Replace, e em festivais como Ceará Músic, o maior festival do Norte e Nordeste - onde começaram a ser feitas as primeiras imagens para o segundo clipe oficial da banda, da música Mais de uma razão.
O ano de 2011 reservava grandes momentos para a Arsenic. Em janeiro, a banda tocou no Mix Festival, ao lado de grandes bandas como Nx Zero e Restart, e pela primeira vez no projeto "Férias no Ceará", na cidade de Tauá, abrindo show do Jota Quest. Em julho do mesmo ano, a banda fez sua segunda participação no projeto "Férias no Ceará", abrindo o palco para o show do Seu Jorge, dessa vez em Cascavel.
Em 2012, a banda venceu o concurso "Olha a Minha Banda", promovido pelo programa Caldeirão do Huck, da Rede Globo, e recebeu convite para tocar no Rock In Rio e no Réveillon de Fortaleza, juntamente com Fagner, Titãs e Ivete Sangalo. Em junho, a Arsenic fez talvez o, depois do Rock In Rio, show mais importante de sua carreira, o Arte Music Festival, inaugurando o Centro de Eventos do Ceará, novamente junto com Ivete Sangalo e agora com a atração internacional Jennifer Lopez. Neste show, a banda apresentou Robson Janser, novo guitarrista da banda.
Em 2013, A banda cearense apresenta seu aguardado disco de estreia: O Universo A Nosso Favor, pela Som Livre. O disco foi produzido por Juliano Cortuah e masterizado em Hollywood, no Lursen Mastering, por Reuben Cohen, que já trabalhou com nomes como Snoop Dogg, Sean Kingston e The Cranberries. Além desses nomes, O Universo A Nosso Favor ainda conta com a assinatura da dupla Junior Lima e Lucas Lima na produção das músicas Indigestamente Satisfeito, Nasci Pra Ter Você e Em suas mãos.

## Integrantes
- Guilherme Ferreira - vocal;
- Carlos David - guitarra;
- Robson Janser - guitarra;
- Thiago Andrade - baixo;
- Ian Antunes - bateria;